# Rob Trip
Rob Trip (Haarlem, 9 maart 1960) is een Nederlands radio- en televisiepresentator.

## Levensloop
Trip, van katholieken huize, studeerde politicologie voordat hij in 1984 ging werken bij Omroep Gelderland. Vier jaar later stapte hij over naar Veronica Nieuwsradio op Radio 1, waar Koos Postema en Jaap van Meekren zijn collega's waren. Daarnaast presenteerde hij van 1991 tot en met 1995 op dezelfde zender het programma Met het Oog op Morgen. In 1995 werd Trip een van de vaste presentatoren van de ochtendeditie van het Radio 1 Journaal (de 'opvolger' van Veronica Nieuwsradio). Korte tijd later (in 1996) werd hij ook gevraagd voor televisie, namelijk om Charles Groenhuijsen op te volgen bij NOVA, en in 1998 kwam daar het presenteren van het debat- en discussieprogramma Buitenhof bij (eens in de drie weken op zondag), iets wat hij tot 2010 zou doen. Nadat Trip in 2001 getroffen was door een herseninfarct, waarvan hij geheel herstelde, is hij zich gaan inzetten voor de Hersenstichting. In 2002 kwam aan zijn dienstverband bij NOVA een abrupt einde. De kortstondig hoofdredacteur Rik Rensen wilde de drie presentatoren (Trip, Kees Driehuis en Margriet Vroomans) vervangen door Felix Rottenberg en Matthijs van Nieuwkerk, een opzet die niet slaagde. Trips NOVA-contract werd overgenomen door het Radio 1 Journaal en vanaf dat moment verzorgde hij vier keer per week de ochtenduitzending, naast uitzendingen van NOS Actueel op televisie. In 2008 verliet hij het Radio 1 Journaal om tijd vrij te maken voor de productie en presentatie van De Oorlog, een negendelige documentaireserie van Ad van Liempt over de Tweede Wereldoorlog voor de NPS, die eind 2009 werd uitgezonden. Voorts was Trip in deze periode (2009-2010) opnieuw presentator van Met het Oog op Morgen.
In 2010 werd Trip de nieuwe vaste presentator van het NOS Journaal van acht uur, als opvolger van Philip Freriks. Hij presenteert dit journaal van zondag tot en met vrijdag in even weken, terwijl Annechien Steenhuizen (sinds 2013) (en daarvoor Sacha de Boer) dezelfde uitzendingen in de oneven weken voor haar rekening neemt. Daarnaast presenteert Trip vele andere programma's voor NOS Evenementen (de opvolger van NOS Actueel), zoals verkiezingsdebatten en uitslagavonden, Prinsjesdag-uitzendingen, en de Nationale Holocaust Herdenking. Sinds 2013 is hij weer terug bij Met het Oog op Morgen, ditmaal op woensdag in de weken waarin hij niet het achtuurjournaal presenteert (oneven weken), en verzorgt hij eens in de drie weken op vrijdag het Gesprek met de minister-president. Van begin maart 2019 tot medio augustus van dat jaar moest Trip wegens prostaatkanker al zijn werkzaamheden onderbreken.

## Programma's

### Televisie
- NOVA (1996-2002)
- Buitenhof (1998-2010)
- De Oorlog (NPS, 2009)
- NOS Journaal (20.00 uur) (2010-heden)
- NOS Gesprek met de minister-president (2017-heden)
- Het Coronavirus: Feiten en fabels (2020)

### Radio
- Veronica Nieuwsradio (1988-1995)
- Vroeg op Vijf radio (rond 1994)
- NOS Radio 1 Journaal (ochtendeditie) (1995-2008)
- NOS Met het Oog op Morgen (1991-1995, 2009-2010, 2013-heden)

## Prijzen
Trip won in 1998 het Gouden Beeld in de categorie "Presentatie Informatie" en is tweemaal bekroond met de Marconi Award: in 2001 voor Radiostem van het Jaar en in 2008 voor Beste radiopresentator.